# Direction nationale du renseignement
Pour les articles homonymes, voir Dina.
La Direction nationale du renseignement (DINA, Dirección de inteligencia nacional en espagnol) est la police politique chilienne pendant la dictature militaire d'Augusto Pinochet. En raison de son image fortement négative, due aux nombreuses violations des droits de l'homme dont elle s'est rendue coupable, elle est renommée en 1977 Central Nacional de Información (CNI).
Dirigée par Manuel Contreras, qui répond directement aux ordres de Pinochet, elle supplante rapidement les divers services de renseignement de l'armée chilienne, et est au centre de l'opération Condor. Parallèlement à son réseau d'agents, la DINA est en contact étroit avec des terroristes néofascistes européens, avec qui elle mène un certain nombre d'opérations (assassinats, etc.). 
Selon l'historienne Verónica Valdivia Ortiz de Zárate (2010), la DINA « [dépendait] directement du général Pinochet et [faisait] régner la terreur sur la société chilienne ». Fin 2009, La Nación révèle que plusieurs ex-agents de la DINA continuent à percevoir une retraite de la part de l'armée.
Manuel Contreras est ensuite écarté de la nouvelle CNI, démissionnant en avril 1978 à la suite de l'affaire de l'assassinat d'Orlando Letelier . La CNI est dirigée entre 1986 et 1988 par le général Hugo Salas Wenzel, le premier haut responsable militaire à être condamné (en 2007) à perpétuité pour les violations des droits de l'homme commises sous Pinochet.

## Création et actions
Créée officiellement en juin 1974, elle fonctionnait en fait dès novembre 1973 sous la direction du général Manuel Contreras, un proche de Pinochet, qui conservera ce poste jusqu'au remplacement de la DINA par la CNI (Central Nacional de Informaciones) en 1977 (dissous en 1990). Ainsi, en janvier 1974, elle comptait déjà 700 agents officiels (sans compter les informateurs payés et bénévoles).
Elle est chargée de la répression des opposants au régime, en particulier les militants du MIR, du Parti Communiste et du Parti Socialiste. Les prisonniers étaient systématiquement torturés et nombre d'entre eux furent assassinés et leurs corps souvent jetés dans l'océan afin de les faire disparaître. Les supplices de l'électricité, de la baignoire, de l'émasculation, de l'amputation des doigts et des oreilles sont couramment employés. Certaines unités se spécialisent même dans l'assassinat des prisonniers par enfermement dans un grand sac avec un condor. 

### Rapports avec la CIA et les services européens et israéliens
Elle reçut une formation de la CIA en 1974 (instructeurs et soutien matériel). En mars 1974, Manuel Contreras voyagea en effet à Washington pour obtenir celle-ci ; les instructeurs de la CIA quittèrent le Chili vers août 1974, peu de temps avant l'assassinat du général Carlos Prats en Argentine. 
Selon le témoignage de Contreras publié par John Dinges (en), Contreras rencontra Vernon Walters, le directeur adjoint de la CIA, à Washington, qui lui envoya huit agents expérimentés pour donner des cours à la DINA, ce qui fut également confirmé par le colonel Pedro Espinoza. Selon Contreras, la délégation de la CIA quitta le Chili en août 1974 après qu'il leur eut refusé de prendre des responsabilités officielles au sein de la DINA, comme ce qu'ils avaient fait à la DISIP (en) du Venezuela. Une autre rencontre à Washington entre Contreras et Walters eut lieu en août 1975, selon le rapport Hinchey (2000) du département d'État.
Le rapport Hinchey affirme que la CIA a maintenu des contacts avec Contreras entre 1974 et 1977, qui a même reçu une fois un paiement, « par accident », après juin 1975. Selon ce rapport, la CIA formait la DINA en vue de lutter « contre la subversion et le terrorisme de l'étranger, non pour combattre l'opposition intérieure au gouvernement ».
Par ailleurs, des contacts ont été établis entre la DINA et certains membres de la BND allemande, via le commandant Cristoph Willeke, adjoint de Raúl Iturriaga, chargé des opérations à l'étranger de la DINA. Ces contacts, qui ont permis notamment d'échanger des informations sur des membres du MIR et de la Junte de coordination révolutionnaire (JCR), auraient été établis avec l'aide de la colonie Dignidad, enclave d'ex-nazis au Chili dirigée par Paul Schäfer.
Manuel Contreras a aussi déclaré à la journaliste Marie-Monique Robin (2004) que la DST les « prévenait dès qu'un terroriste montait dans l'avion, toujours avec de faux papiers ». Cependant, tant Robin que Dinges affirment que la DST a prévenu le socialiste Carlos Altamirano des tentatives d'assassinat organisées par la DINA contre lui, arrêtant même à Paris trois agents de la DINA venu pour cela.
Il semble ainsi que si les services américains et européens s'opposaient à la « phase 3 » de l'opération Condor (opérations d'assassinat à l'étranger), ils collaboraient toutefois en matière d'échange d'informations (phase 1) de Condor : John Dinges assure ainsi l'existence de contacts entre la DINA, le FBI, la CIA et la BND.
Des relations ont également existé avec le Mossad israélien, lequel a entrainé en Israël un groupe d’élite de la DINA.

### Actions internes
La DINA acquit très vite une réputation de brutalité extrême parmi les autres services de l'armée qui l'appelèrent « le monstre ». Les rapports internes de la CIA la décrivent comme une « Gestapo moderne ». Sous la direction du colonel Contreras, elle ne se contentait pas de décimer la gauche, mais infiltrait aussi les institutions gouvernementales pour s'assurer la loyauté des fonctionnaires en place. 
La DINA créa et administra dans tout le pays un réseau d'au moins 12 camps de détention et de torture clandestins, la villa Grimaldi étant l'un des plus importants. Elle était également en liaison étroite avec colonie Dignidad, une sorte d'enclave d'ex-nazis dans laquelle elle avait des laboratoires d'armes chimiques. Cette fonction fut révélée par l'ex-agent de la DINA Michael Townley , qui affirma aussi que des expériences étaient pratiquées sur des cobayes humains. Le poison qui tua l'ex-président démocrate-chrétien Eduardo Frei Montalva en 1982 aurait été élaboré ainsi par la DINA dans cet endroit .

### Opération Condor

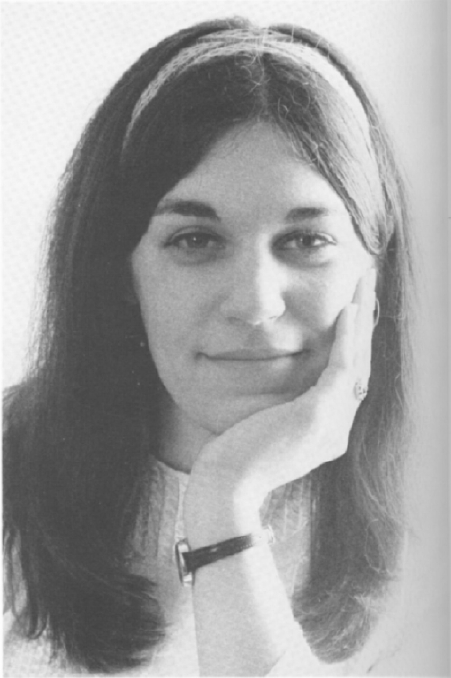
Ronni Moffitt, l'assistante de l'ex-ministre Orlando Letelier, tous deux assassinés à Washington le 21 septembre 1976 par la DINA. L'affaire provoqua certaines tensions entre les États-Unis et le Chili.

La DINA a également participé à des opérations à l'étranger dans le cadre de l'opération Condor, dont des assassinats d'opposants à la dictature. 
En octobre 1976, quelques mois après le coup d'État militaire en Argentine, la CIA reçut confirmation de Manuel Contreras concernant l'existence de l'opération Condor, mais celui-ci nia l'existence de la « phase 3 » de l'opération, à savoir les assassinats . La CIA connaissait toutefois l'existence de ce volet de l'opération Condor dès 1974, soit avant même l'institution officielle de Condor , année de l'assassinat à Buenos Aires du général Carlos Prats (30 septembre 1974).
L'ex-ministre Orlando Letelier et son assistante américaine, Ronni Moffitt, venaient alors d'être assassinés, le 21 septembre 1976, à Washington, ce qui suscita certaines tensions entre Santiago et Washington. Michael Townley, qui avait participé à l'assassinat de Prats et de Letelier, ainsi qu'à la tentative d'assassinat contre le démocrate-chrétien Bernardo Leighton à Rome, fut ainsi extradé en 1978 aux États-Unis, où il fut condamné avant d'être libéré sous le programme de protection des témoins.
L'assassinat de Prats avait été organisé par Contreras après que Pinochet lui eut dit qu'il s'agissait d'un « homme dangereux pour le Chili » . Le colonel Pedro Espinoza et Raúl Iturriaga, directeur du Service extérieur de la DINA, furent chargés de l'opération. A Buenos Aires, Enrique Arancibia Clavel était l'agent de liaison entre la DINA et la SIDE argentine, et recruta d'abord Juan Martin Ciga Correa, chef de la Milicia et membre de la Triple A pour se charger de l'aspect matériel du meurtre. Plusieurs indices montrent que des secteurs des forces de l'ordre argentines ont facilité cet assassinat.
La tentative d'assassinat contre Leighton fut organisée à Madrid en 1975, lors d'une rencontre entre Townley, le néofasciste italien Stefano Delle Chiaie et le Cubain Virgilio Paz Romero.

## Procès des années 1990-2000
Manuel Contreras et le vice-directeur de la DINA, Raúl Iturriaga, furent inculpés en Italie, en 1995, pour la tentative d'assassinat contre Bernardo Leighton en 1975, mais ils ne furent pas extradés. En 1998, l'arrestation d'Augusto Pinochet à Londres, sous ordre du juge espagnol Baltasar Garzón, bouleversa la donne au nom du respect du principe de compétence universelle. Si Pinochet fut finalement autorisé à rentrer librement au Chili, ceci permit d'ouvrir des procédures judiciaires en Argentine et au Chili, la disparition forcée étant notamment considérée comme toujours en cours, et donc échappant à la prescription.
L'affaire Carlos Prats vit aussi de nombreuses inculpations, dont notamment, en 2003, celles de Manuel Contreras, Raúl Iturriaga et Pedro Espinoza (voir Carlos Prats : Enquête et procès).
En mai 2007, le juge chilien Víctor Montiglio inculpa 74 ex-agents de la DINA, pour la plupart inconnus du public, dans le cadre de l'enquête la plus importante concernant les opérations de cette police. L'enquête fit découvrir l'existence de la caserne Simón Bolívar, utilisée comme centre de torture, et de la Brigada Lautaro de la DINA, à l'origine chargée de la sécurité personnelle de Manuel Contreras, et qui avait participé notamment à l'opération Colombo puis à l'assassinat des dirigeants du Parti communiste chilien (PCC). En mai 2008, il inculpa à nouveau 98 ex-agents de la DINA, dont le colonel Castillo González pour sa participation à l'opération Colombo.  La Brigada Lautaro était sise à la caserne Simón Bolívar, où elle expérimenta du gaz sarin sur les détenus du PCC, en compagnie de Michael Townley. 
Fin 2009, il inculpa à nouveau 120 ex-membres de la DINA, dont 60 n'avaient pas été inculpés auparavant (dont César Manríquez Bravo, Manuel Carevic Cubillos, Hernán Sovino Novoa, Humberto Chaigneau Sepúlveda et Sergio Castillo González, qui avaient tous participé à des opérations « actives »). L'inculpation concernait l'opération Condor, l'opération Colombo et l'affaire Calle Conferencia I et II, au cours de laquelle la direction du Parti communiste (PCC) fut décapitée à deux reprises lors de la même année 1976.  
Selon l'enquête, la deuxième opération Calle Conferencia (fin novembre-début décembre 1976) fut dirigée par la Brigada Lautaro de la DINA, commandée par le capitaine de l'armée Juan Morales Salgado, et par les groupes opérationnels dirigés par Ricardo Lawrence et Germán Barriga, respectivement capitaines des carabinieri et de l'armée.
En mars 2010, le juge Alejandro Solís Muñoz condamna plusieurs agents de la DINA dans l'affaire dite Villa Grimaldi :
- Manuel Contreras écopa ainsi de trois ans de prison pour la séquestration de Lourdes Pérez Vargas, en décembre 1975, dont le cadavre apparut en 1976 à l'Institut médico-légal[19];
- José Fuentes Torres et Carlos López Tapia furent condamnés à 3 ans de prison en bénéficiant toutefois de la libération conditionnelle[19].
- Miguel Krassnoff Martcheko et Basclay Zapata Reyes furent condamnés à 15 ans de prison pour séquestration[19].

Manuel Contreras, déjà condamné à deux sentences à perpétuité, écopa en avril 2010 de 5 ans de prison pour l'« enlèvement aggravé » d'Héctor Vergara Doxrud, un militant du MAPU (Movimiento de Acción Popular Unitaria), le 17 septembre 1974 ; César Manríquez, inculpé dans d'autres affaires et qui était alors chef de la brigade métropolitaine de la DINA, écopa de 3 ans de prison mais bénéficia de la liberté conditionnelle .

## Les retraites de la DINA
En août 2009, La Nación révéla que plusieurs ex-agents de la DINA continuaient non seulement à percevoir des retraites de l'armée mais encore à travailler pour elle, dans différentes activités (consultants, etc.) , dont 14 inculpés et un condamné . 
Parmi eux, l'agent ayant aidé le chimiste Eugenio Berríos (en), recherché dans le cadre de l'enquête sur l'assassinat d'Orlando Letelier, à s'enfuir en Uruguay en 1991 (il y trouva la mort en 1995), ainsi que des membres de la Brigade Mulchén, Rengo (du capitaine Christoph Willikie Flöl, condamné pour l'assassinat de Carlos Prats) et du Grupo Leopardo, certains d'entre eux étant alors inculpés . On compte ainsi :
- le colonel Hugo « Cacho » Acevedo Godoy, aide de Manuel Contreras, membre de la Brigade Rengo puis de la sécurité personnelle de Pinochet, recherché dans le cadre de l'enquête sur l'assassinat du syndicaliste Tucapel Jiménez (en) en 1982 et aussi de Manuel Leyton[21];
- le colonel et médecin Guido Díaz Paci, qui participa à la Caravane de la mort début octobre 1973, torturant des détenus de ses propres mains, dont une femme enceinte, également violée, qui perdit son enfant sous la torture. Il fut expulsé de l'ordre des médecins en 1987, pour avoir falsifié les antécédents de santé d'un démocrate-chrétien, Mario Fernández López, décédé de ses tortures en 1984. Paci n'était jusqu'alors pas inculpé pour violations des droits de l'homme[21];
- l'ex-procureur militaire Sergio Lautaro Cea Cienfuegos, accusé d'avoir falsifié des documents pour aider les assassins du diplomate Carmelo Soria (en) (tué en juillet 1976) après leur mise en inculpation en 1993 par la magistrate Violeta Guzmán. Menée par la DINE, l'opération de falsification fut dirigée par le général Eugenio Covarrubias Valenzuela, avec l'aide du brigadier Jaime Lepe Orellana, qui avait participé à l'assassinat de Soria et était alors secrétaire personnel de Pinochet. En août 1996, la Cour suprême mit fin au procès concernant Soria, au nom de l'amnistie. Cependant, le magistrat Alejandro Madrid ouvrit le 19 janvier 2009 une enquête concernant la falsification des documents, inculpant notamment l'ex-procureur Sergio Cea et le brigadier Lepe Orellana[21].

## Hiérarchie et membres de la DINA
- Général Manuel Contreras, chef de la DINA
- Raúl Iturriaga, chargé du Département des actions à l'étranger de la DINA, puis vice-dirigeant de la DINA
  - Cristoph Willeke (aussi orthographié Christoph Willikie Flöl), adjoint d'Iturriaga, parle allemand ; chef de la Brigade Rengo, condamné pour l'assassinat de Carlos Prats
- Colonel Pedro Espinoza (responsable de la Caravane de la mort, inculpé pour l'assassinat de Carlos Prats et d'Orlando Letelier)
- Colonel Hugo « Cacho » Acevedo Godoy, aide de Manuel Contreras, membre de la brigade Rengo puis de la sécurité personnelle de Pinochet, recherché dans le cadre de l'enquête sur l'assassinat du syndicaliste Tucapel Jiménez (en)
- brigadier Jaime Lepe Orellana (inculpé pour l'assassinat de Carmelo Soria; en 1996, la Cour suprême met fin à cette affaire, mais il est inculpé à nouveau, en 2009 par le juge Alejandro Madrid, pour falsification de papiers afin d'échapper aux enquêtes concernant le meurtre de Soria)
- Michael Townley (assassinat de Carlos Prats et d'Orlando Letelier; participation à l'organisation de l'attentat contre Bernardo Leighton)
- Enrique Arancibia Clavel, agent de liaison entre la DINA et la SIDE argentine, payés par les deux
- Brigada Lautaro, dirigée par le capitaine de l'armée Juan Morales Salgado ; à l'origine chargée de la sécurité personnelle de Manuel Contreras, et qui avait participé notamment à l'opération Colombo puis à l'assassinat des dirigeants du Parti communiste chilien (PCC)
- Sergio Castillo González, inculpé pour sa participation à l'opération Colombo
- Eugenio Berríos (en), chimiste de la DINA, proche de Michael Townley, ayant participé à diverses expériences sur des armes chimiques et bactériologiques. S'enfuit en 1991 du Chili avec la complicité d'agents chiliens de la DINE, avant d'être retrouvé mort en Uruguay en 1995.